# Хартмансдорф (Хемниц)
Хартмансдорф (нем. Hartmannsdorf) — община в Германии, в земле Саксония.
Подчиняется административному округу Хемниц. Входит в состав района Средняя Саксония.  Население составляет 4527 человек (на 31 декабря 2010 года). Занимает площадь 10,28 км².